# Katarzyna Doherty
Catherine Doherty, urodzona jako Jekatierina Fiodorowna Kołyszkina, ros. Екатерина Фёдоровна Колышкина, nazwisko po pierwszym mężu De Hueck, po drugim – Doherty, (ur. 15 sierpnia 1896 w Niżnym Nowogrodzie, zm. 14 grudnia 1985 w Combermere) – kanadyjska Służebnica Boża Kościoła katolickiego pochodzenia rosyjskiego. 

## Życiorys
W 1912 roku wyszła za mąż za kuzyna Borysa de Hueck. W czasie I wojny światowej była pielęgniarką Czerwonego Krzyża. Potem, w czasie emigracji do Kanady, urodziła syna. W 1930 roku założyła Dom Przyjaźni, a w 1943 roku otrzymała stwierdzenie o nieważności swojego pierwszego małżeństwa. Jej mężem został Eddie Doherty. W dniu 17 maja 1947 roku założyła, razem z mężem, Dom Madonny Apostolstwa. W dniu 4 maja 1975 roku zmarł jej mąż. Zmarła w opinii świętości. W 2000 roku rozpoczął się jej proces beatyfikacyjny.

## Ważniejsze nagrody
- Krzyż Zasługi Wojskowego orderu Świętego Jerzego
- Pro Ecclesia et Pontifice
- Nagroda Fundacji Jules Favre Academie Francaise